# Lijst van Bretonse eilanden
De lijst van Bretonse eilanden geeft een (onvolledig) overzicht van eilanden voor de kust van Bretagne

## A
- Île Aganton
- Île d'Arun
- Île d'Arz

## B
- Île de Batz
- Belle-Île-en-Mer
- Île de Berder
- Île à Bois
- Île Brannec
- Archipel de Bréhat, met Île de Bréhat, Île Ar-Morbic, Île Béniguet, Île Lavrec, Île Logodec, Île Maudez, Île Raguenès

## C
- Île Callot
- Île Carn
- La Cormorandière

## D
- Île Dumet

## E
- Archipel des Ebihens
- Île d'Er
- Er Lannic

## G
- Gavrinis
- Georges Briot
- Glénan-archipel
- Le Grand-Pourier
- Île-Grande
- Groix

## H
- Hoëdic
- Île d'Houat

## K
- Île de Keller

## L
- Léndénéz Vraz
- Île Longue (Finistère)
- Île Longue (Morbihan)
- Île Louët (Finistère)

## M
- Île Melon
- Mez de Goëlo
- Île Milliau
- Île aux Moines
- Molène
- Île des Morts (Finistère)

## O
- Ouessant

## P
- Île Perdue

## R
- Île du Renard
- Rimains
- Île Ronde (Rade de Brest)

## S
- Eilandjes bij Saint-Malo: Grand Bé, Petit Bé, La Conchée, Cézembre, Fort National, Fort du Guesclin, Île Harbour
- Îlot Saint-Michel
- Île de Sein
- Les Sept Îles: Île Bono, Île Plate, Jentilez, Malban, Rouzic, Le Cerf, Les Costans, Île aux Rats, ar Moudennoù

## T
- Île Tascon
- Île de Térénez
- Île de Tibidy
- Île Trébéron
- Île Tristan